# ATP Challenger Budapest
Das ATP Challenger Budapest (offizieller Name: Hungarian Challenger Open) war ein Tennisturnier in Budapest, das zwischen 2016 und 2019 jährlich stattfand. Es war Teil der ATP Challenger Tour und wurde in der Halle auf Hartplatz ausgetragen.

## Liste der Sieger

### Einzel
| Jahr | Sieger           | Finalgegner      | Ergebnis       |
| ---- | ---------------- | ---------------- | -------------- |
| 2019 | Alexander Bublik | Roberto Marcora  | 6:0, 6:3       |
| 2018 | Vasek Pospisil   | Nicola Kuhn      | 7:63, 3:6, 6:3 |
| 2017 | Jürgen Melzer    | Márton Fucsovics | 7:66, 6:2      |
| 2016 | Marius Copil     | Steve Darcis     | 6:4, 6:2       |

### Doppel
| Jahr | Sieger                             | Finalgegner                      | Ergebnis          |
| ---- | ---------------------------------- | -------------------------------- | ----------------- |
| 2019 | Kevin Krawietz Filip Polášek       | Filippo Baldi Luca Margaroli     | 7:5, 7:65         |
| 2018 | Félix Auger-Aliassime Nicola Kuhn  | Marin Draganja Tomislav Draganja | 2:6, 6:2, [11:9]  |
| 2017 | Dino Marcan Sam Weissborn          | Blaž Kavčič Franko Škugor        | 6:3, 3:6, [16:14] |
| 2016 | Aljaksandr Bury Andreas Siljeström | Jamie Cerretani Philipp Oswald   | 7:63, 6:4         |